# آلفس د سانتا گادئا
آلفس د سانتا گادئا (به اسپانیایی: Alfoz de Santa Gadea) یک شهرستان در اسپانیا است.